# San Miguel 2.ª Sección
San Miguel 2.ª Sección es una localidad del municipio de Reforma ubicado en el noroeste del estado mexicano de Chiapas.

## Geografía
La localidad de San Miguel 2.ª Sección se sitúa en las coordenadas geográficas 17°54′20″N 93°10′36″O / 17.905556, -93.176667, a una elevación de 15 metros sobre el nivel del mar.

## Demografía
Según el Conteo de Población y Vivienda 2020, efectuado por el Instituto Nacional de Estadística y Geografía, la localidad de San Miguel 2.ª Sección tiene 707 habitantes, de los cuales 342 son del sexo masculino y 365 del sexo femenino. Su tasa de fecundidad es de 2.59 hijos por mujer y tiene 198 viviendas particulares habitadas.
| Gráfica de evolución demográfica de San Miguel 2.ª Sección entre 1940 y 2020 |
|                                                                              |
| INEGI.                                                                       |